# Ramón Botet y Jonullá
Ramón Botet y Jonullá (Palamós, 1828-Barcelona, 1898) fue un farmacéutico español.

## Biografía
Nacido en Palamós el 31 de agosto de 1828, cursó filosofía en Vich y Farmacia y Ciencias Naturales, de 1846 a 1852, en Barcelona. En 1853 se doctoró e hizo oposiciones a las plazas de farmacéutico de la Real Casa y de Sanidad Militar. Enseñó Matemáticas en el Instituto Provincial de Lérida, y los dos cursos de la misma asignatura en el municipal de Figueras. En 1871 fundó la Escuela de Farmacia en la Universidad de Manila, de la que habría sido catedrático y  en la que impartió clases de Química general desde 1871 a 1875.
En la prensa filipina publicó numerosos trabajos científicos, así como también en El Repertorio de Farmacia de La Habana —donde expuso un proyecto de «Nomenclatura ideográfica de compuestos farmacéuticos»— y en periódicos madrileños como El Restaurador Farmacéutico, El Siglo Médico y la Gaceta de Sanidad Militar. Fue nombrado en 1873 miembro correspondiente de la Real Academia de Ciencias y Artes de Barcelona. Más tarde residió también La Habana, ciudad de cuyo Colegio de Farmacéuticos fue presidente, siendo además miembro de la Comisión Redactora de la Farmacopea hispano-cubana, cuyos trabajos se archivaron en la Academia de Medicina y Ciencias Naturales de La Habana. Autor de un Tratado completo de Química General Filosófica (1875), falleció en Barcelona el 16 de noviembre de 1898.